# Хилл, Артур, 6-й маркиз Дауншир
Артур Уиллс Джон Веллингтон Трамбулл Бланделл Хилл, 6-й маркиз Дауншир  (англ. Arthur Wills John Wellington Trumbull Blundell Hill, 6th Marquess of Downshire; 2 июля 1871 — 29 мая 1918) — англо-ирландский аристократ и землевладелец, он носил титул учтивости — граф Хиллсборо  с 1871 по 1874 год . Он жил, в основном, в семейном поместье Истемпстед-парк, на территории 5 000 акров в Беркшире. Маркизу также принадлежало 115 000 акров земли в Хиллсборо, графство Даун, в Ирландии.

## Биография
Родился 2 июля 1871 года в Лондоне. Единственный сын Артура Хилла, 5-го маркиза Дауншира (1844—1874), и Джорджианы Элизабет Балфур (? — 1919), дочери полковника Джона Балфура из Балбирни (1811—1895) и леди Джорджианы Изабель (Кэмпбелл) Балфур (?- 1884).
31 марта 1874 года после смерти своего отца двухлетний Артур Хилл унаследовал титул 6-го маркиза Дауншира, а также остальные родовые титулы и владения.
22 июня 1893 года в церкви Святого Петра в Лондоне маркиз Дауншир женился на Кэтрин Мэри («Китти») Хар (1 октября 1872 — 2 февраля 1959), дочери достопочтенного Хью Генри Хара (1839—1927) и Джорджианы Кэролайн Браун (? — 1920), внучке Уильяма Хара, 2-го графа Листоуэла. У супругов было трое детей:
- Артур Уиллс Перси Веллингтон Бланделл Трамбулл Сэндис Хилл (7 апреля 1894 — 28 марта 1989), 7-й маркиз Дауншир с 29 мая 1918 года
- Лорд Артур Фрэнсис Генри Хилл (28 августа 1895 — 25 декабря 1953), отец Робина Хилла, 8-го маркиза Дауншира
- Леди Кэтлин Нина Хилл (15 сентября 1898 — 30 ноября 1960), 1-й муж с 1917 года (развод в 1946) капитан достопочтенный Уильям Херевард Чарльз Ролло (1890—1962), 2-й муж с 1949 года подполковник Дэниел Винсент Хэнсон Асквит. Двое детей от первого брака.

Во время охотничьего сезона 1899—1900 годов в Лестершире его жена Китти Хар, считавшаяся светской красавицей, познакомилась с Джозефом Фредериком (Джо) Лейкоком (1867—1952), военным-миллионером из Уизтона в Ноттингемшире. Отношения переросли в супружескую измену, в результате которой Артур Хилл развелся со своей женой в 1902 году. После развода Джо Лейкок женился на Китти. У Лейкока уже был роман с замужней подругой Китти, Дейзи Гревилл, графиней Уорик (1861—1938), до того, как он встретил её, у которой уже родился один ребенок. Этот роман продолжился после его женитьбы на Китти, произведя на свет еще одного ребенка графини. После развода с Китти Хар Артур Хилл женился вторым браком 16 мая 1907 года на Эвелин Грейс Мэри Фостер (? — 30 декабря 1942), дочери Эдмунда Бенсона Фостера (? — 1917), и Эдит Элеонор Гроув (? — 1921), дочери сэра Томаса Гроува, 1-го баронета.
На протяжении всей своей жизни Артур Хилл считался местным жителем несколько эксцентричным, но приземленным, время от времени одевался, чтобы соответствовать погонщикам из Истемпстед-парка и следовать за ними, отвозя скот на рынок. Он проявлял большой интерес к механизированным транспортным средствам, таким как паровые двигатели и автомобили, и был «начальником добровольной пожарной службы Уокингема».
Артур Хилл, 6-й маркиз, скончался в Истемпстед-парке 29 мая 1918 года и был похоронен там. Ему наследовал его старший сын, Артур Хилл, 7-й маркиз Дауншир.